# Westland Wasp
Le Westland Wasp est un hélicoptère léger de lutte anti-sous-marine conçu et réalisé au Royaume-Uni pour les besoins de la Fleet Air Arm. Directement dérivé du Saro P.531 (en) il a également été vendu à l'exportation.

## Historique

### Développement

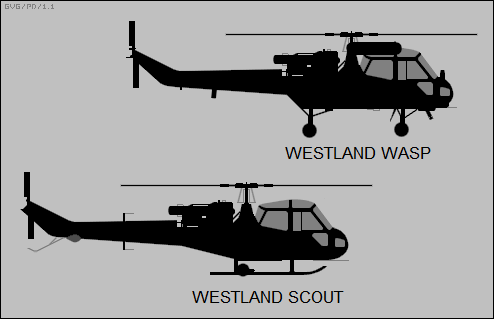
Profils permettant de différencier le Scout du Wasp.

En 1962 l'hélicoptériste britannique Saunders-Roe annonça développer sur fonds propres un nouvel appareil destiné à des opérations embarquées. Initialement désigné Sea Scout celui-ci reprenait les grandes lignes du Saunders-Roe Scout mais en y apportant divers améliorations et aménagements permettant les opérations à partir des navires de guerre.
Ainsi les patins traditionnels laissèrent la place à un train d'atterrissage doté de quatre roues. De même la béquille qui stabilisait la poutre de queue au niveau du rotor anticouple disparut, tandis qu'un treuil mécanique amovible était installé. Deux systèmes de flottabilité faisaient également leur apparition sous la forme de pods placés sur l'extrados du fuselage, juste sous le rotor principal de la machine. La cabine de l'hélicoptère était prévue pour accueillir entre trois et quatre passagers en sus des deux pilotes.
Réalisant son premier vol le 28 octobre 1962, le prototype du Sea Scout fut alors testé par le Royal Aircraft Establishment. La Royal Navy avait en effet décidé de l'intégrer au programme MATCH (pour Manned Torpedo-Carrying Helicopter, ou hélicoptère pouvant tirer une torpille en français) afin de remplacer les quelques Westland Dragonfly utilisés pour cette mission.
Début 1963 Saro passa sous le contrôle de Westland et le Sea Scout changea de désignation pour devenir le Wasp (la guêpe en français) sans toutefois connaître de modification structurelle. Quelques semaines plus tard, en juin 1963 le Squadron 771 fut la première unité britannique à accepter au service cette machine.

### En service

#### Sous la cocarde britannique

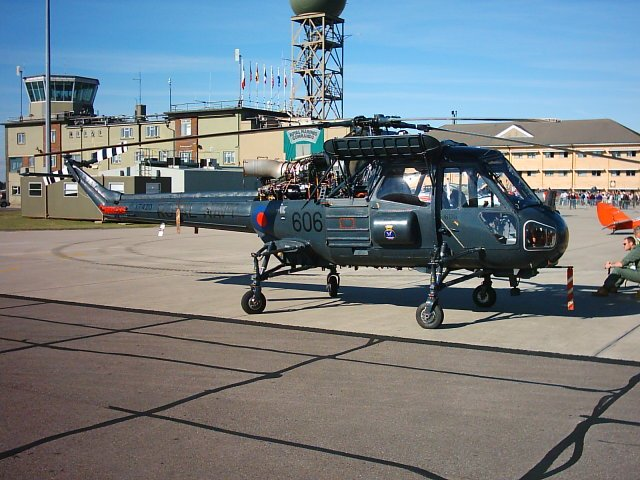
Westland Wasp HT Mk.1 de la Fleet Air Arm.

À peine acceptés au service les premiers Wasp britanniques furent envoyés en Malaisie où ce protectorat était soumis à une invasion de la part des forces armées indonésiennes. Les hélicoptères de la Fleet Air Arm remplirent principalement des missions de reconnaissance, d'observation du champ de bataille, et de contrôle de l'espace maritime. Cependant il semble bien qu'au moins trois cargos chargés d'armes pour les soldats indonésiens furent coulés par les Wasp britanniques. Ces machines participèrent à ce conflit jusqu'à sa fin en 1966.
Par la suite les Wasp furent employés à partir des frégates et destroyers de la Royal Navy tout autant pour la lutte anti-sous-marine que pour les servitudes de bord, et notamment les liaisons aériennes. À partir de 1970 ils remplacèrent les Westland Sioux HT.2 dans la mission d'entraînement et de formation des futurs pilotes d'hélicoptères embarqués.
Dès 1968 les Wasp commencèrent à former un couple dit Hunter-Killer (ou en français « chasseur-tueur ») avec les Westland Wessex HAS Mk.3. Le Wessex détectant le sous-marin ennemi et le Wasp se chargeant de sa destruction au moyen d'une torpille ou d'une charge de profondeur.
Ce type de mission fut effectué lors de la guerre des Malouines lorsque la frégate britannique HMS Brilliant repéra le sous-marin argentin Santa Fe. Il fut ensuite pris en chasse, et finalement fortement endommagé, au point d'être abandonné par son équipage le 25 avril 1982. À cette occasion un autre Wasp participa à la traque en tirant un missile antinavire AS-12 alors que le sous-marin faisait surface.
Les Wasp quittèrent finalement le service actif dans la Fleet Air Arm en 1988 laissant la place aux Westland Lynx HAS Mk.3 dans la mission de lutte anti-sous-marine et aux Westland Gazelle HT Mk.2 pour la formation des futurs pilotes.
Au total la marine britannique a utilisé 98 exemplaires du Westland Wasp.

#### Sous la cocarde sud-africaine
Premier client à l'exportation de cette machine, l'Afrique du Sud reçut ses Wasp à partir de décembre 1963 et les affecta au Squadron 22 de la South African Air Force. Ils furent immédiatement basés à Ysterplaat, une base aérienne implantée non loin de Woodstock et chargés de la surveillance maritime de la région du Cap.
Du fait de la politique d'Apartheid menée par le gouvernement sud-africain les Wasp devaient notamment contrôler les éventuels boat-people désireux de quitter le pays. De ce fait ils furent localement équipés d'une mitrailleuse mobile de calibre 7,9 mm tirant en sabord gauche, une arme permettant d'appuyer les policiers et garde-côtes lors de leurs contrôles. Parallèlement ils menaient des missions plus classiques de lutte anti-sous-marine avec un armement similaire à celui des appareils britanniques.
Les Westland Wasp sud-africains restèrent en service jusqu'en 1990, laissant eux aussi la place aux Westland Lynx. Au total ce sont seize Wasp qui ont porté la livrée de la South African Air Force à bord des navires de guerre de ce pays.

#### Sous la cocarde néo-zélandaise

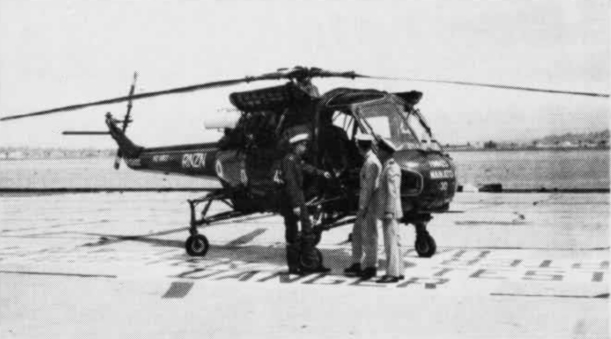
Westland Wasp de la RNZN en 1967.

Deuxième principal client de l'appareil, avec 17 machines acquises en 1966, la Royal New Zealand Navy (RNZN) fut également la dernière à retirer du service ses machines, puisque les dernières ont quitté le service actif en 2008, soit après presque 42 ans de service.
Entrés trop tardivement en service pour prendre part aux opérations en Malaisie les Wasp néo-zélandais furent principalement utilisés pour des missions de souveraineté dans les eaux territoriales de Nouvelle-Zélande. Pour ce faire, les Wasp étaient embarqués à bord des navires de guerre de la RNZN.
Lors de la guerre du Viêt Nam les forces néo-zélandaises engagèrent indirectement trois de leurs Wasp puisque ces hélicoptères patrouillèrent aux abords des côtes du Nord-Vietnam afin de contrôler l'embargo mis en place par les États-Unis contre ce territoire. Les hélicoptères de la RNZN devaient empêcher d'éventuels cargos de livrer des armes aux troupes communistes.
En 2008 les Wasp furent enfin remplacés par des Kaman SH-2G bien plus modernes et dotés d'un armement plus évolué.

#### Sous la cocarde néerlandaise
Entrés en service en 1966 les Wasp de l'Aéronautique navale néerlandaise furent les derniers hélicoptères affectés sur le porte-avions HNLMS Karel Doorman avant sa revente en 1969 à l'Argentine. Ces hélicoptères furent acquis autant pour servir de Pedro que pour remplir des missions de sûreté maritime. Peu armés, au maximum d'une mitrailleuse mobile, ces hélicoptères ne restèrent pas longtemps en service puisqu'ils furent retirés du service en 1980, certains rejoignant ensuite les rangs de la marine indonésienne.
Au total ce sont treize de ces hélicoptères qui volèrent sous la cocarde néerlandaise.

#### Sous la cocarde brésilienne
La Marine brésilienne utilisa des Westland Wasp entre 1966 et 1993, principalement comme hélicoptère de servitude. Ils y furent d'ailleurs désignés HU-1. Ces appareils, au nombre de onze étaient pourtant pleinement aptes aux missions anti-sous-marines, puisque gréés pour lancer des torpilles et des missiles AS-12. Cependant la marine du Brésil utilisait déjà des Sikorsky S-55 pour ce type de missions, avant de les remplacer par des Sea King.
Ils furent finalement remplacés, sans jamais participer à aucune action internationale, par des Helibras HB-350 Esquilo.

#### Sous la cocarde indonésienne
En 1981 la marine indonésienne fit l'acquisition de dix Westland Wasp utilisés précédemment par la Koninklijke Marine. Ces hélicoptères furent principalement utilisés pour des missions de surveillance maritime et côtière des nombreuses îles et îlots qui composent l'Indonésie.
À partir de 1990 et jusqu'à leur retrait du service huit ans plus tard les Wasp indonésiens ont été utilisés également pour lutter contre l'émergence terroriste dans le pays. Ils menaient notamment des missions de contrôle douanier. Ils ont finalement laissés la place à des MBB Bö-105CB achetés de seconde main.

#### Sous la cocarde malaisienne
En 1988 la Tentera Laut Diraja Malaysia acheta auprès du Royaume-Uni un lot de douze Wasp utilisés précédemment par la Fleet Air Arm. Les marins malaisiens les utilisèrent à bord de leurs navires de guerre, et notamment de leurs frégates, pour des missions de lutte anti-sous-marine mais également de reconnaissance côtière. Grâce à une aide militaire des États-Unis, datée de 1996 la Malaisie put en 2002 remplacer ses Wasp par des Fennec français bien plus modernes.

### Utilisateurs
- Afrique du Sud
  - South African Air Force
- Brésil
  - Marinha do Brasil
- Indonésie

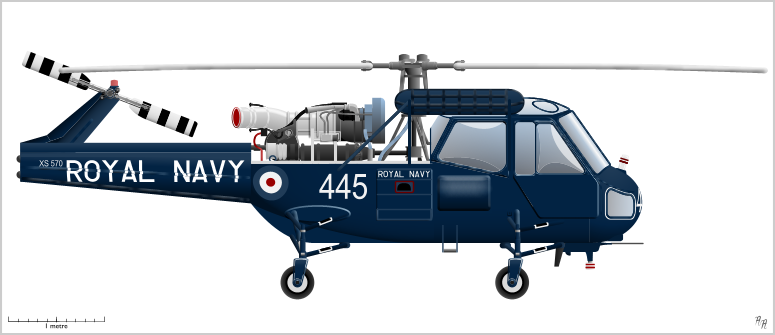
Le Westland Wasp, représenté avec la queue repliée, pour le stockage dans les espaces restreints.

  - Tentara Nasional Indonesia Angkatan Laut
- Malaisie
  - Tentera Laut Diraja Malaysia
- Nouvelle-Zélande
  - Royal New Zealand Navy
- Pays-Bas
  - Koninklijke Marine
- Royaume-Uni
  - Fleet Air Arm
  - Royal Aircraft Establishment

## Aspects techniques

### Description
Le Westland Wasp se présente sous la forme d'un hélicoptère léger mû par turbomoteur Bristol Siddeley Nimbus Mk.103 d'une puissance nominale de 1 050 chevaux entraînant un rotor principal quatre quadripale. Son train d'atterrissage se composait de quatre roues directionnelles. Le pilote et le copilote prenaient place dans un cockpit biplace côte-à-côte, tandis qu'un mécanicien navigant pouvait s'installer en cabine arrière ainsi que trois passagers. L'armement se composait principalement de deux torpilles, d'autant de missiles antinavire légers, voire de charges de profondeur. La structure générale de l'appareil était fabriquée en métal.

### Désignations
- Saro Sea Scout : Désignation d'origine de l'appareil, sous la forme du prototype.
- Westland Wasp : Désignation générique de l'appareil.
  - Westland Wasp HAS Mk-1 : Désignation donnée par la Fleet Air Arm aux appareils de lutte anti-sous-marine.
  - Westland Wasp HT Mk-1 : Désignation donnée par la Fleet Air Arm aux appareils d'entraînement.

## Surnoms et sobriquets
Dans la Royal Navy le Wasp était affublé du sobriquet de shopping cart, c'est-à-dire un chariot de supermarché en français. Ce sobriquet lui venait de la forme très particulière de son train d'atterrissage qui rappelait le train de roues desdits chariots. Il est à noter qu'en France les SNCASE SE-313 Alouette II de la Marine nationale étaient quant à eux surnommés de la même manière caddies volants.

### Appareils similaires
- Sikorsky R-6
- SNCASE SE-313 Alouette II